# Goalball aux Jeux paralympiques d'été de 2012
Navigation
Pékin 2008 Rio de Janeiro 2016
Les compétitions de goalball des Jeux paralympiques d'été de 2012 organisés à Londres, se sont déroulées dans la Copper Box du 30 août 2012 au 7 septembre 2012. 132 athlètes mal-voyant ou non-voyant étaient en compétition.

## Tournoi masculin

### Premier tour
| Groupe A        | Groupe B     |
| --------------- | ------------ |
| Turquie         | Iran         |
| Brésil          | Chine        |
| Lituanie        | Belgique     |
| Finlande        | Algérie      |
| Suède           | Corée du Sud |
| Grande-Bretagne | Canada       |

### Phase finale
|  | Quarts de finale | Quarts de finale |             |             | Demi-finales           | Demi-finales           |   |  | Finale      | Finale      |
|  | Quarts de finale | Quarts de finale |             |             | Demi-finales           | Demi-finales           |   |  | Finale      | Finale      |
|  |                  |                  |             |             |                        |                        |   |  |             |             |
|  | 5 septembre      | 5 septembre      |             |             | 6 septembre            | 6 septembre            |   |  | 7 septembre | 7 septembre |
|  | 5 septembre      | 5 septembre      |             |             | 6 septembre            | 6 septembre            |   |  | 7 septembre | 7 septembre |
|  | Turquie          | 3                |             |             | 6 septembre            | 6 septembre            |   |  | 7 septembre | 7 septembre |
|  | Turquie          | 3                |             |             | 6 septembre            | 6 septembre            |   |  | 7 septembre | 7 septembre |
|  | Algérie          | 1                |             |             | 6 septembre            | 6 septembre            |   |  | 7 septembre | 7 septembre |
|  | Algérie          | 1                | Turquie     | 0           |                        |                        |   |  | 7 septembre | 7 septembre |
|  | 5 septembre      |                  | Turquie     | 0           |                        |                        |   |  | 7 septembre | 7 septembre |
|  |                  | Finlande         | 2           |             |                        |                        |   |  | 7 septembre | 7 septembre |
|  | Iran             | Finlande         | 2           | 1           |                        |                        |   |  | 7 septembre | 7 septembre |
|  | Iran             |                  |             | 1           |                        |                        |   |  | 7 septembre | 7 septembre |
|  | Finlande         | 5                |             |             |                        |                        |   |  | 7 septembre | 7 septembre |
|  | Finlande         | 5                | Finlande    | 8           |                        |                        |   |  |             |             |
|  | 5 septembre      |                  | Finlande    | 8           |                        |                        |   |  |             |             |
|  |                  | Brésil           | 1           |             |                        |                        |   |  |             |             |
|  | Brésil           | Brésil           | 1           | 3           |                        |                        |   |  |             |             |
|  | Brésil           | 6 septembre      |             | 3           |                        |                        |   |  |             |             |
|  | Belgique         | 0                |             |             |                        |                        |   |  |             |             |
|  | Belgique         | 0                | Brésil      | 2           |                        |                        |   |  |             |             |
|  | 5 septembre      | 5 septembre      | Brésil      | 2           | Match pour la 3e place | Match pour la 3e place |   |  |             |             |
|  | 5 septembre      | 5 septembre      |             | Lituanie    | Match pour la 3e place | Match pour la 3e place | 1 |  |             |             |
|  | Chine            | 4                | 7 septembre | 7 septembre |                        |                        | 1 |  |             |             |
|  | Chine            | 4                | 7 septembre | 7 septembre |                        |                        |   |  |             |             |
|  | Lituanie         | 12               |             | Turquie     | 4                      |                        |   |  |             |             |
|  | Lituanie         | 12               |             | Turquie     | 4                      |                        |   |  |             |             |
|  |                  |                  |             |             |                        |                        |   |  | Lituanie    | 1           |
|  |                  |                  |             |             |                        |                        |   |  | Lituanie    | 1           |

## Tournoi féminin

### Premier tour
| Groupe A        | Groupe B   |
| --------------- | ---------- |
| Chine           | Canada     |
| Grande-Bretagne | Japon      |
| Brésil          | Suède      |
| Finlande        | États-Unis |
| Danemark        | Australie  |

### Phase finale
|  | Quarts de finale | Quarts de finale |             |             | Demi-finales           | Demi-finales           |   |  | Finale      | Finale      |
|  | Quarts de finale | Quarts de finale |             |             | Demi-finales           | Demi-finales           |   |  | Finale      | Finale      |
|  |                  |                  |             |             |                        |                        |   |  |             |             |
|  | 5 septembre      | 5 septembre      |             |             | 6 septembre            | 6 septembre            |   |  | 7 septembre | 7 septembre |
|  | 5 septembre      | 5 septembre      |             |             | 6 septembre            | 6 septembre            |   |  | 7 septembre | 7 septembre |
|  | Chine            | 5                |             |             | 6 septembre            | 6 septembre            |   |  | 7 septembre | 7 septembre |
|  | Chine            | 5                |             |             | 6 septembre            | 6 septembre            |   |  | 7 septembre | 7 septembre |
|  | États-Unis       | 0                |             |             | 6 septembre            | 6 septembre            |   |  | 7 septembre | 7 septembre |
|  | États-Unis       | 0                | Chine       | 4           |                        |                        |   |  | 7 septembre | 7 septembre |
|  | 5 septembre      |                  | Chine       | 4           |                        |                        |   |  | 7 septembre | 7 septembre |
|  |                  | Finlande         | 1           |             |                        |                        |   |  | 7 septembre | 7 septembre |
|  | Finlande         | Finlande         | 1           | 2           |                        |                        |   |  | 7 septembre | 7 septembre |
|  | Finlande         |                  |             | 2           |                        |                        |   |  | 7 septembre | 7 septembre |
|  | Canada           | 1                |             |             |                        |                        |   |  | 7 septembre | 7 septembre |
|  | Canada           | 1                | Chine       | 0           |                        |                        |   |  |             |             |
|  | 5 septembre      |                  | Chine       | 0           |                        |                        |   |  |             |             |
|  |                  | Japon            | 1           |             |                        |                        |   |  |             |             |
|  | Grande-Bretagne  | Japon            | 1           | 1           |                        |                        |   |  |             |             |
|  | Grande-Bretagne  | 6 septembre      |             | 1           |                        |                        |   |  |             |             |
|  | Suède            | 2                |             |             |                        |                        |   |  |             |             |
|  | Suède            | 2                | Suède       | 3           |                        |                        |   |  |             |             |
|  | 5 septembre      | 5 septembre      | Suède       | 3           | Match pour la 3e place | Match pour la 3e place |   |  |             |             |
|  | 5 septembre      | 5 septembre      |             | Japon       | Match pour la 3e place | Match pour la 3e place | 4 |  |             |             |
|  | Japon            | 2                | 7 septembre | 7 septembre |                        |                        | 4 |  |             |             |
|  | Japon            | 2                | 7 septembre | 7 septembre |                        |                        |   |  |             |             |
|  | Brésil           | 0                |             | Finlande    | 1                      |                        |   |  |             |             |
|  | Brésil           | 0                |             | Finlande    | 1                      |                        |   |  |             |             |
|  |                  |                  |             |             |                        |                        |   |  | Suède       | 5           |
|  |                  |                  |             |             |                        |                        |   |  | Suède       | 5           |

## Résultats

### Podiums
| Épreuves         | Or                                                                                        | Argent | Bronze                                                                                                  |
| ---------------- | ----------------------------------------------------------------------------------------- | --- | --- |
| Tournoi masculin | Finlande Jarno Mattila Ville Montonen Erkki Miinala Toni Alenius Tuomas Nousu Petri Posio | Brésil José Ferreira de Oliveira Almeida Maciel Celente Leomon Moreno da Silva Romário Diego Marques Filippe Santos Silvestre Leandro Moreno da Silva | Turquie Tekin Okan Düzgün Hüseyin Alkan Mehmet Cesur Yusuf Uçar Abdullah Aydogdu Tuncay Karakaya        |
| Tournoi féminin  | Japon Masae Komiya Rie Urata Akane Nakashima Eiko Kakehata Haruka Wakasugi Akiko Adachi   | Chine Wang Ruixue Chen Fengqing Lin Shan Wang Shasha Fan Feifei Ju Zhen                                                                               | Suède Anna Dahlberg Malin Gustavsson Josefine Jälmestål Viktoria Andersson Sofia Näsström Maria Wåglund |

### Tableau des médailles
| Rang  | Nation   | Or | Argent | Bronze | Total |
| ----- | -------- | -- | ------ | ------ | ----- |
| 1     | Finlande | 1  | 0      | 0      | 1     |
| 1     | Japon    | 1  | 0      | 0      | 1     |
| 3     | Brésil   | 0  | 1      | 0      | 1     |
| 3     | Chine    | 0  | 1      | 0      | 1     |
| 5     | Suède    | 0  | 0      | 1      | 1     |
| 5     | Turquie  | 0  | 0      | 1      | 1     |
| Total | Total    | 2  | 2      | 2      | 6     |